# 兵庫県道37号三田後川上線
兵庫県道37号三田後川上線（ひょうごけんどう37ごう さんだしつかわかみせん）は、兵庫県三田市から丹波篠山市に至る県道（主要地方道）である。

## 概要
三田市小柿から丹波篠山市後川下までの区間（約4.5km）は離合困難な場所が続く。２車線分の幅のある場所や離合できる待避スペースがところどころにあるが、見通しを遮る崖沿いのルートであり対向車の位置を早めに把握することが難しい場所も多く、走行には注意が必要である。

### 路線データ
- 起点：三田市三輪（三輪交差点、国道176号交点）
- 終点：丹波篠山市後川上（兵庫県道12号川西篠山線交点）
- 総延長：22.304 km

## 歴史
- 1993年（平成5年）5月11日 - 建設省から、県道三田後川上線が三田後川上線として主要地方道に指定される[1]。

## 路線状況

### 重複区間
- 兵庫県道309号福住三田線（三田市小柿 - 丹波篠山市後川上）

## 地理

### 通過する自治体
- 三田市
- 丹波篠山市

### 交差する道路
- 国道176号（三田市三輪・三輪交差点、起点）
- 兵庫県道68号川西三田線・兵庫県道570号有馬富士公園線（三田市志手原・有馬富士公園口交差点）
- 兵庫県道49号三田篠山線（三田市志手原・志手原交差点）
- 兵庫県道323号上佐曽利木器線（三田市木器）
- 兵庫県道507号島川原線（三田市川原）
- 兵庫県道309号福住三田線（三田市小柿）
- 兵庫県道12号川西篠山線（兵庫県道309号福住三田線 重複）（丹波篠山市後川上、終点）